# آرامگاه میرعلی
آرامگاه میرعلی (ترکی آذربایجانی: Mirəli türbəsi) آرامگاهی در روستای ویسل‌لی پایین در شهرستان فضولی و در کشور جمهوری آذربایجان است.  این آرامگاه در اوایل سده چهاردهم میلادی ساخته شد. نام آرامگاه در افسانه‌ها مشهور است. این آرامگاه در نزدیکی جاده‌ای قدیمی میان شهرهای بیلقان و بردع، در فاصله کوتاهی از مرکز شهرستان فضولی قرار داشت.

## معماری
آرامگاه میرعلی مقبره‌ای از نوع برج است. محفظه استوانه‌ای باریک بقعه به قطر ۵ متر و انتهای مخروطی به ارتفاع ۱۵ متر از ردیف‌هایی از سنگ‌های کاملاً پوشیده و گچ‌بری ساخته شده است. محفظه‌ای خوش تركیب با خیمه مخروطی كه با صفحات سنگی عالی پوشانده شده و با دریچه‌ای با حاشیه شكل و تاب بافته شده در زیر پایه خیمه تزئین شده است، روی یک پایه كوتاه سه نردبانی قرار دارد. سقف آن کاملاً از صفحات سنگی ساخته شده است.

Mirali Mausoleum
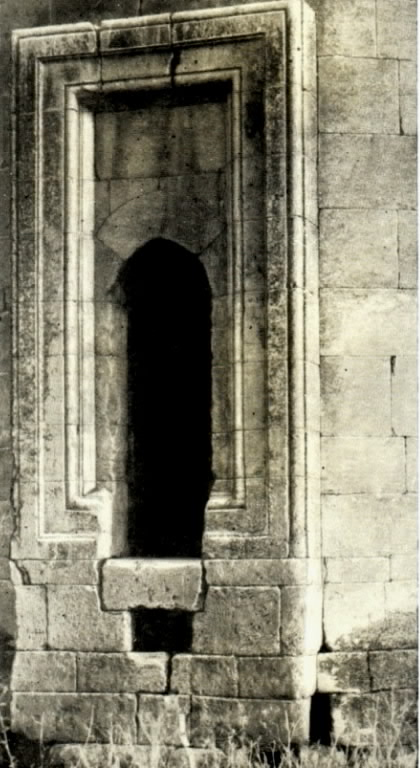
ورودی آرامگاه